# Лубанг Джериджи Салех
Лубанг Джериджи Салех (индон. Lubang Jeriji Saléh) — состоящая из нескольких залов известняковая пещера, расположенная в карстовой области Сэнгкулирэнг-Мангкэхилэт на Восточном Калимантане, Индонезия, в которой находятся считающиеся старейшими в мире образцы изобразительного искусства.

## Наскальные рисунки
Пещера содержит многочисленные наскальные рисунки. Древнейшее из этих изображений создано более 40 000 лет тому назад (возможно, 52 000 лет тому назад), изображающее быка бантенга. Его размер около полутора метров в ширину, и нарисован красновато-оранжевой охрой на известняковой стене пещеры.
В живописи пещеры выявлены три стадии. Первой соответствует изображение быка и трафареты рук. Второй соответствуют дополнительные трафареты рук тёмно-красного цвета и  изображения людей. Третья — изображения людей, лодок и геометрические орнаменты.

### Исследование
Наскальные рисунки в этой пещере впервые были замечены в 1994 году французским исследователем Люк-Анри Фаге.
Команда, возглавляемая Максимом Обером из Университета Гриффита и Пинди Сетиаван из Бандунгского технологического института, ранее исследовала наскальные рисунки на соседнем острове Сулавеси.
Для датировки рисунков учёные анализировали отложения карбоната кальция (известняка) рядом с ними. Их доклад был опубликован в журнале Nature.

### Значение
Открытие этих наскальных рисунков важны для понимания культурной истории человечества, так как оно свидетельствует о параллельном изобретении наскальной живописи в Юго-Восточной Азии и Европе. Однако, неизвестно, какой народ создал изображения и что с ним произошло в дальнейшем.
Франческо д'Эррико, эксперт по первобытному искусству в Университете Бордо, описал исследование как «крупное археологическое открытие», но также отметил, что о происхождении искусства это открытие даёт мало новой информации.